# 万福麟
万 福麟（ばん ふくりん）は中華民国の軍人。当初北京政府、奉天派に属し、後に国民政府（国民革命軍）に転じた。字は壽山。

## 事績
1900年（光緒26年）、靖威軍に加入する。1905年（光緒31年）、奉天防営に転入し、順調に昇進して、1911年（宣統3年）、騎馬隊第3営管帯となった。
1914年（民国3年）、後路幇統に昇進する。1917年（民国6年）、第29師歩兵第114団団長となった。1920年（民国9年）、第57旅旅長兼中東鉄路護路軍哈満司令に昇格した。民国10年（1921年）、満海警備司令を兼任する。1922年（民国11年）、東三省陸軍第15旅旅長に任命された。1923年（民国12年）、安泰鎮守使を兼任する。1925年（民国14年）、東三省陸軍第17師師長に昇進し、騎兵軍副軍長も兼任した。1926年（民国15年）、第8軍軍長に昇格した。
1928年（民国17年）6月、張作霖と黒竜江省督弁呉俊陞が関東軍に爆殺されると（いわゆる張作霖爆殺事件）、万福麟が後任の黒竜江督弁に任命された。あわせて東北辺防軍副司令長官に任命されている。同年12月の張学良の易幟に万も従い、いったん常蔭槐が国民政府から初代黒竜江省政府主席に任命される。ところが、常は楊宇霆とともに張学良により粛清され、民国18年（1929年）1月、万がその後任として黒龍江省政府主席となった。同年、万は、第5編遣区弁事処主任委員と防俄軍総司令も兼任している。
1931年（民国20年）、満州事変が勃発すると、万福麟率いる軍は、関東軍の攻撃に脆くも敗北する。そのため万は、同年11月に黒竜江省政府主席から辞任した。その後は、北平綏靖公署常務委員、国民政府軍事委員会北平分会常務委員を歴任する。1933年（民国22年）、第4軍団指揮官として前線に返り咲き、第53軍軍長に任命された。1935年（民国24年）12月、冀察政務委員会委員に任命されている。
1937年（民国26年）に日中戦争が勃発すると、第1集団軍副総司令に任命された。しかし、対日戦でも万の戦績は振るわず、1938年（民国27年）冬には、前線指揮官から解任されてしまった。以後、万福麟は軍職を離れて政治的にも閑職に回される。1940年（民国29年）5月に遼寧省政府主席に任命されたが、これは名目だけの任命であり、省政府の委員や庁長は他に誰も指名されなかった。
国共内戦期の1948年（民国37年）8月に、東北剿匪総司令部副総司令に任命されたものの、実権は無かった。1949年（民国38年）、台湾に逃れ、総統府国策顧問に任命された。
1951年（民国40年）、病没。享年72。

## 参考文献

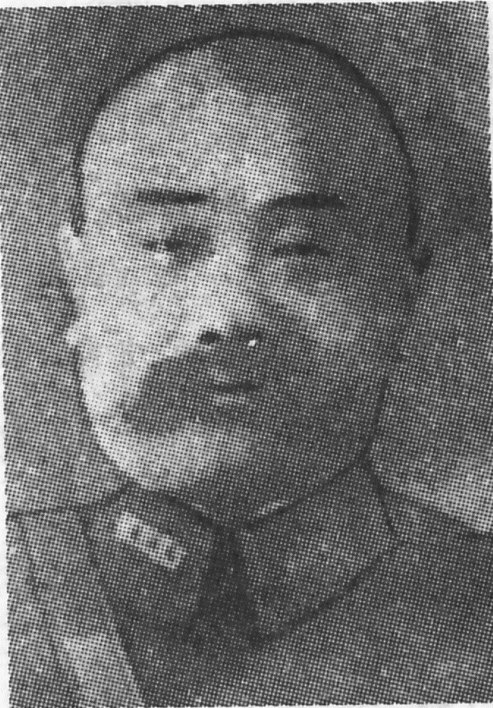
万福麟別影

## 注
1. ↑  劉寿林ほか（1995）、955頁。